# 拉古纳尼盖尔
拉古纳尼盖尔（英語：Laguna Niguel）是美国加利福尼亚州橙县下属的一座城市。建市于1989年12月1日，面积大约为14.83平方英里（38.4平方公里）。根据2010年美国人口普查，该市有人口62,979人。